# Ueckertalbrücke
Die Ueckertalbrücke ist mit 1182 m die längste Brücke der Autobahn 20.
Das Bauwerk liegt südwestlich von Pasewalk zwischen den Autobahnanschlüssen Pasewalk-Nord und Pasewalk-Süd und überquert das Tal der Uecker mit der Bahnstrecke Pasewalk–Prenzlau sowie zwei Wirtschaftswegen. Die Uecker bildet hier die Grenze zwischen den Gemeinden Rollwitz und Papendorf, auf deren Gemarkungen die Brücke liegt.
Die nur ungefähr 15 m hohe Brückenkonstruktion ist wegen Quellmoorbereichen und aufgrund des schlechten Baugrundes an Stelle eines Dammes gewählt worden. Gebaut wurde die Überführung mit zwei getrennten Überbauten zwischen den Jahren 1999 und 2001.

## Gründung und Unterbauten

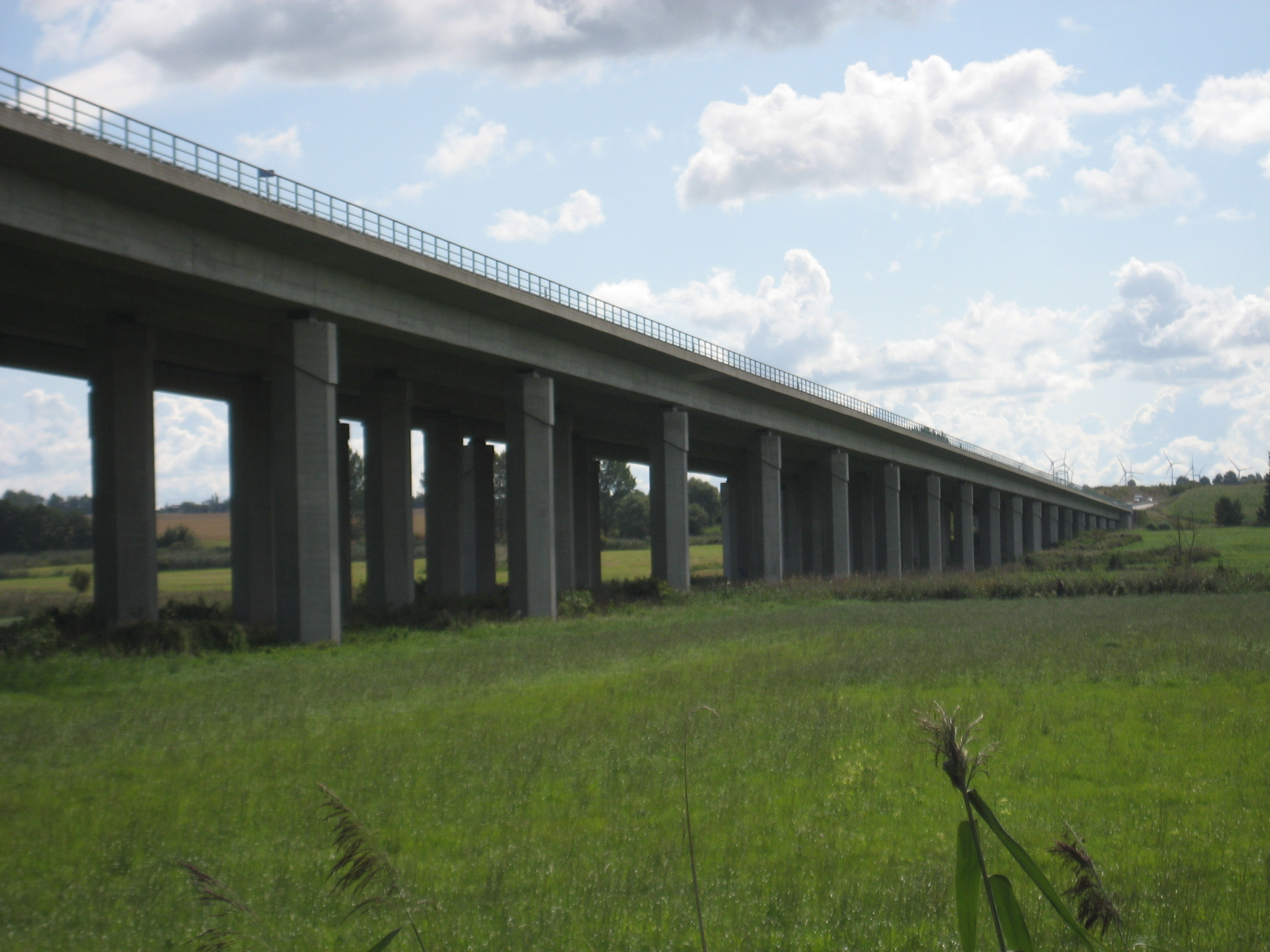
Die Ueckertalbrücke bei Papendorf

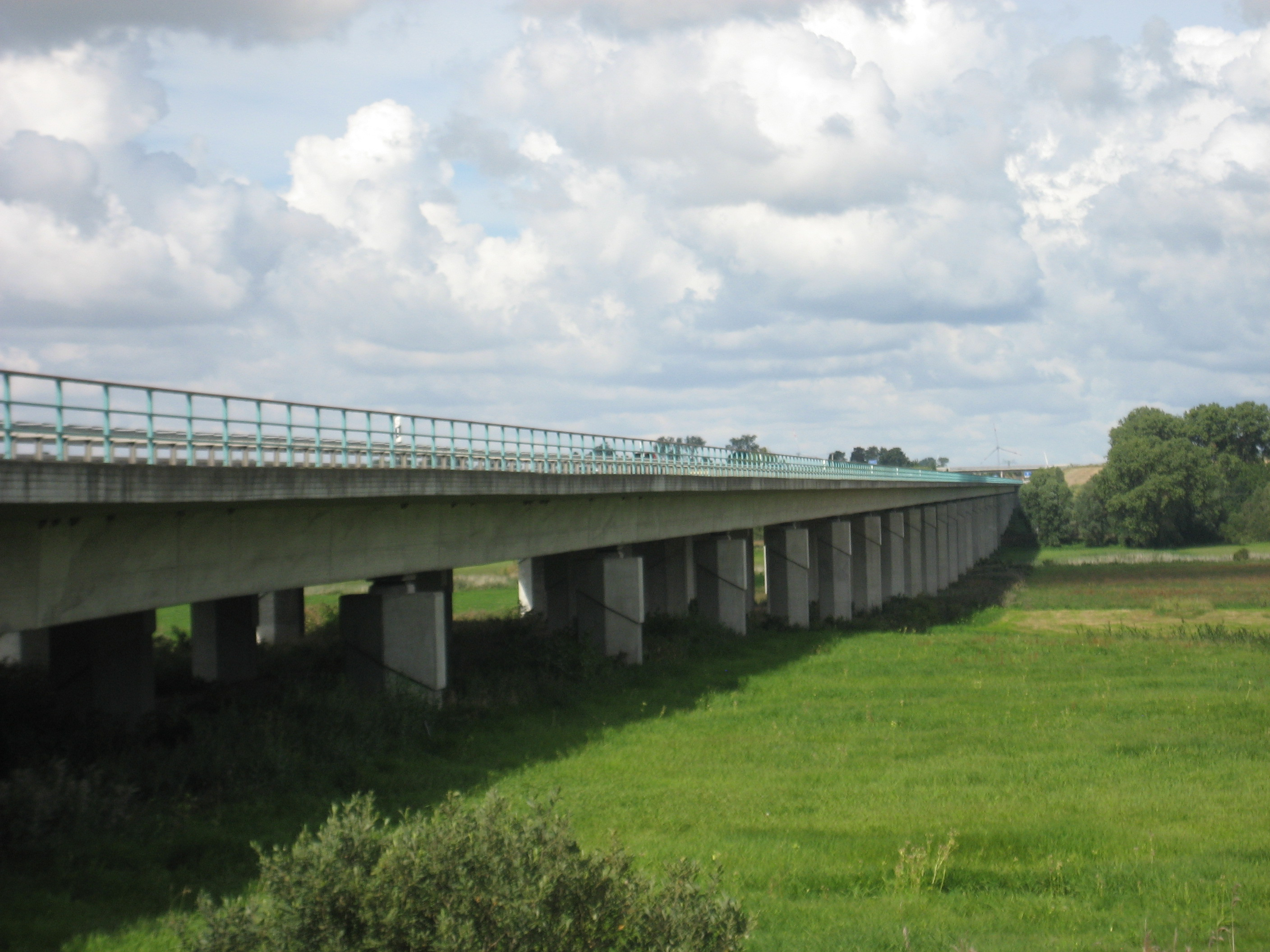
Die Ueckertalbrücke bei Rollwitz

Die Widerlager und Pfeiler sind mit 1,5 m dicken Pfahlkopffundamenten auf Großbohrpfählen mit Längen von bis zu 25 m gegründet. Die sechseckigen Pfeiler mit Außenabmessungen von 2,2 m haben einen Vollquerschnitt, stehen paarweise unter einem Überbau und sind nicht durch Querriegel miteinander verbunden.

## Überbauten
Die beiden nebeneinanderliegenden Überbauten der Spannbetonbrücke haben in Längsrichtung den Durchlaufträger als Bauwerkssystem. In Querrichtung ist ein Plattenbalkenquerschnitt mit einem Balkenabstand von 7,3 m und einer konstanten Konstruktionshöhe von 2,2 m vorhanden. Die Vorspannung besteht aus internen Spanngliedern. Der Überbau hat in den Lagerachsen keine Querträger. Die Stützweiten betragen für die 27-feldrige Brücke 32,5 m + 40,0 m + 3×42,5,0 m + 21×45,0 m + 37,5 m.

## Bauausführung
Die Brücke wurde mit einer Vorschubrüstung hergestellt.